# Dichapetalum mombuttense
Dichapetalum mombuttense är en tvåhjärtbladig växtart som beskrevs av Adolf Engler. Dichapetalum mombuttense ingår i släktet Dichapetalum och familjen Dichapetalaceae. Inga underarter finns listade i Catalogue of Life.